# José Manuel Lorenzo Torres
José Manuel Lorenzo Torres (Pontevedra; 29 de maig de 1959) 29 de maig de 1959) és un productor cinematogràfic, empresari teatral i directiu de Televisió Espanyola.

## Biografia
Va néixer a la ciutat de Pontevedra, és fill d'un matrimoni de professors de la Ciutat Infantil Príncipe Felipe, a Montecelo, Pontevedra: Erundino Lorenzo Rey, que va ser director del col·legi públic del mateix nom i María del Carmen Torres Ferrer, professora d'Educació Especial.
Germà del també actor Francis Lorenzo, va cursar estudis d'Enginyeria Industrial, titulant-se per l'Escola d'Enginyers Industrials de Madrid. No obstant això, ha dedicat la seva trajectòria professional al món de l'espectacle, en labors de producció o bé com a directiu en diferents cadenes de televisió.
Al principi va encaminar la seva carrera professional cap al terreny tècnic en què s'havia format, treballant com a enginyer de Sistemes i cap de Vàlvules en la Central Nuclear de Trillo.
No obstant això, després de realitzar un màster en màrqueting televisiu en la San Diego State University, s'incorpora primer a CBS/Fox Espanya i seguidament a Televisió Espanyola en tots dos casos com a director comercial. El seu següent pas professional va ser Publiespaña, empresa que gestiona publicitat en Telecinco, en el càrrec de Vicedirector.
Al setembre de 1993 és contractat per Antena 3 per al càrrec de director general comercial fins que, al març de 1995 és designat Director General. Aquests càrrecs coincideixen amb la presència del seu germà Francis Lorenzo en diversos programes i sèries de la casa.
Entre el 4 de juny de 1998 i gener de 2004 exerceix la direcció general de Canal +.
Fongui llavors la productora Drive Televisió. Es dedica a partir d'aquest moment a labors de producció, que inclouen el musical Hoy no me puedo levantar (2005), la pel·lícula Un franco, 14 pesetas (2006) i la sèrie de TV. Amb aquesta companyia va formar part del primer accionariat de La Sexta.
Actualment és president de la productora Bumerang (Motivos personales, Génesis, en la mente del asesino, Física o química, Pekín Express, etc.).
En els últims anys ha produït pel·lícules com Santos de Nicolás López i Sólo quiero caminar d'Agustín Díaz Yanes y produce en la actualidad el musical de Nacho Cano A.
També ha participat com a actor en pel·lícules com Antártida de Manuel Huerga, El espinazo del diablo de Guillermo del Toro, Gitano de Manuel Palacios, Sin noticias de Dios de Agustín Díaz Yanes.